# الماس سیاه
«الماس سیاه» (به انگلیسی: Black Diamond) تک‌آهنگی از استراتوواریوس است که در سال ۱۹۹۷ میلادی منتشر شد.